# Catedral metropolitana de Belém

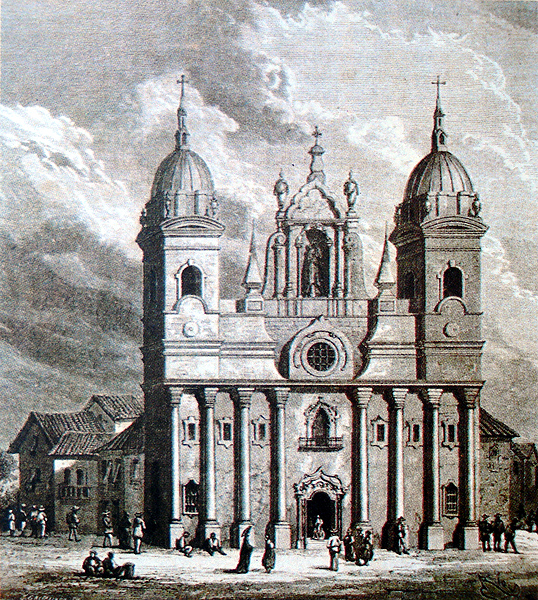
Catedral de Belém, anónimo del.

La Catedral Metropolitana de Belém es la sede de la arquidiócesis de Belém do Pará y se encuentra en el barrio viejo de la ciudad de Belém en Brasil.

## Historia
La primera iglesia fue construida en Belém temporalmente dentro de la fortaleza de la Natividad y fue dedicada a Nuestra Señora de Gracia. Pocos años más tarde fue trasladada en el actual Largo da Sé, era construcción precaria. En el siglo siguiente, en 1719, la diócesis de Maranhao es desmembrada a petición de Juan V de Portugal y Belém pasa a pertenecer a la recién creada diócesis de Pará, ganando el derecho a honrar como Catedral Episcopal a su iglesia matriz.

## Construcción actual
Las obras del edificio actual, construido en el mismo lugar que la iglesia primitiva comenzaron en el año 1748. Alrededor de este tiempo es la planta general de la iglesia y los niveles inferiores de la fachada, incluido el portal principal con la característica del barroco Pombal. Después de varias interrupciones, la dirección de las obras fue asumida en 1755 por Antonio José Landi, arquitecto italiano llegado a Belém en 1753, que dejó varias obras en la región. Landi terminó la fachada, añadiendo las dos torres y un frontón. Las torres, similares a la Iglesia de la Misericordia en Belém, también diseñada por Landi, no tienen paralelas en el mundo luso-brasileño y se inspiran en modelos de Bolonia, región natal del arquitecto. El imponente frontón está flanqueado por pináculos piramidales neoclásicos, tiene un perfil más barroco-rococó y contiene un nicho con una estatua de Nuestra Señora. La construcción se completó en 1782.
En 1882, la decoración interior de la iglesia sufrió un cambio radical ordenados por el obispo Antonio de Macedo Costa, cuando la catedral sufrió un cambio importante. El retablo original, diseñado por Landi, era de carácter rococó e incorporaba una pintura de Nuestra Señora de Gracia realizada por el pintor portugués Pedro Alexandrino de Carvalho. Tanto el retablo como la pintura se han perdido y sólo se conocen a través de dibujos.
El actual altar principal fue creado en Roma por Luca Carimini en el siglo XIX, mientras que las pinturas que decoran el interior fueron realizadas por el italiano Domenico de Angelis y Giusepe Capranesi. El gran órgano, del taller francés de Aristide Cavaillé-Coll, fue instalado en 1882, siendo el más grande de América Latina.
La Catedral de Belém fue elevado a sede de la arquidiócesis en 1906.
La catedral es una parte importante de la fiesta tradicional del Cirio de Nazaré, la mayor procesión en el mundo occidental. Después de una misa en la catedral, la estatua de Nuestra Señora de Nazaret, parte en una procesión desde la Catedral hasta la Basílica de Nuestra Señora de Nazaret, acompañada de cientos de miles de personas.
Después de varios años sin ser sometida a serias medidas de conservación, se ha deteriorado bastante en algunos aspectos de su estructura y parte artística, la Catedral Metropolitana de Belém fue sometida finalmente a una restauración en 2005 y se reabrió al público el 1 de septiembre de 2009.